# Lista di asteroidi (718001-719000)
Di seguito una lista di asteroidi dal numero 718001  al 719000 con data di scoperta e scopritore.

## 718001–718100
| Nome   | Designazione provvisoria | Data di scoperta  | Scopritore                |
| ------ | ------------------------ | ----------------- | ------------------------- |
| 718001 | 2017 CJ19                | 15 febbraio 2012  | Pan-STARRS                |
| 718002 | 2017 CM19                | 9 gennaio 2006    | Spacewatch                |
| 718003 | 2017 CF20                | 19 marzo 2013     | Pan-STARRS                |
| 718004 | 2017 CF21                | 16 febbraio 2012  | Pan-STARRS                |
| 718005 | 2017 CL21                | 28 gennaio 2017   | Pan-STARRS                |
| 718006 | 2017 CJ22                | 25 luglio 2014    | Pan-STARRS                |
| 718007 | 2017 CL22                | 11 gennaio 2008   | Spacewatch                |
| 718008 | 2017 CN24                | 16 gennaio 2011   | Mount Lemmon Survey       |
| 718009 | 2017 CQ24                | 22 agosto 2014    | Pan-STARRS                |
| 718010 | 2017 CT24                | 28 luglio 2015    | Pan-STARRS                |
| 718011 | 2017 CX24                | 25 luglio 2014    | Pan-STARRS                |
| 718012 | 2017 CM26                | 29 luglio 2008    | Mount Lemmon Survey       |
| 718013 | 2017 CT26                | 13 marzo 2012     | Pan-STARRS                |
| 718014 | 2017 CF29                | 12 marzo 2013     | Spacewatch                |
| 718015 | 2017 CS29                | 10 febbraio 2008  | Spacewatch                |
| 718016 | 2017 CU29                | 3 febbraio 2017   | Pan-STARRS                |
| 718017 | 2017 CU33                | 13 ottobre 1998   | Spacewatch                |
| 718018 | 2017 CV33                | 26 dicembre 2005  | Spacewatch                |
| 718019 | 2017 CW33                | 29 gennaio 2000   | Spacewatch                |
| 718020 | 2017 CX36                | 2 febbraio 2017   | Pan-STARRS                |
| 718021 | 2017 CR39                | 4 febbraio 2017   | Pan-STARRS                |
| 718022 | 2017 CL41                | 2 febbraio 2017   | Pan-STARRS                |
| 718023 | 2017 CH47                | 2 febbraio 2017   | Pan-STARRS                |
| 718024 | 2017 CF48                | 4 febbraio 2017   | Mount Lemmon Survey       |
| 718025 | 2017 CP51                | 3 febbraio 2017   | Mount Lemmon Survey       |
| 718026 | 2017 CX51                | 4 febbraio 2017   | Pan-STARRS                |
| 718027 | 2017 DP                  | 18 febbraio 2008  | Mount Lemmon Survey       |
| 718028 | 2017 DJ1                 | 2 gennaio 2012    | Spacewatch                |
| 718029 | 2017 DS1                 | 28 agosto 2014    | Spacewatch                |
| 718030 | 2017 DW1                 | 15 agosto 2004    | Cerro Tololo Obs.         |
| 718031 | 2017 DE3                 | 16 agosto 2009    | Spacewatch                |
| 718032 | 2017 DF4                 | 30 dicembre 2007  | Spacewatch                |
| 718033 | 2017 DH5                 | 21 novembre 2006  | Mount Lemmon Survey       |
| 718034 | 2017 DW5                 | 23 settembre 2015 | Pan-STARRS                |
| 718035 | 2017 DC6                 | 1 dicembre 2005   | Mount Lemmon Survey       |
| 718036 | 2017 DJ7                 | 27 gennaio 2006   | Mount Lemmon Survey       |
| 718037 | 2017 DO8                 | 22 novembre 2009  | Mount Lemmon Survey       |
| 718038 | 2017 DP10                | 3 agosto 2014     | Pan-STARRS                |
| 718039 | 2017 DT10                | 25 luglio 2006    | Mount Lemmon Survey       |
| 718040 | 2017 DV11                | 29 gennaio 2000   | Spacewatch                |
| 718041 | 2017 DX11                | 4 dicembre 2010   | Mount Lemmon Survey       |
| 718042 | 2017 DJ12                | 12 aprile 2012    | L. Elenin                 |
| 718043 | 2017 DV12                | 29 giugno 2014    | Pan-STARRS                |
| 718044 | 2017 DM13                | 9 febbraio 2013   | C. Rinner                 |
| 718045 | 2017 DY14                | 31 gennaio 2017   | Pan-STARRS                |
| 718046 | 2017 DK16                | 25 dicembre 2016  | Pan-STARRS                |
| 718047 | 2017 DV16                | 21 agosto 2015    | Pan-STARRS                |
| 718048 | 2017 DC17                | 13 maggio 2004    | Spacewatch                |
| 718049 | 2017 DF17                | 2 gennaio 2017    | Pan-STARRS                |
| 718050 | 2017 DH17                | 20 novembre 2015  | Mount Lemmon Survey       |
| 718051 | 2017 DM17                | 29 giugno 2015    | Pan-STARRS                |
| 718052 | 2017 DQ17                | 12 ottobre 2015   | Mount Lemmon Survey       |
| 718053 | 2017 DG18                | 27 gennaio 2017   | Mount Lemmon Survey       |
| 718054 | 2017 DY20                | 27 gennaio 2017   | Pan-STARRS                |
| 718055 | 2017 DH21                | 27 gennaio 2017   | Pan-STARRS                |
| 718056 | 2017 DE22                | 14 aprile 2010    | Spacewatch                |
| 718057 | 2017 DH22                | 16 agosto 2002    | Spacewatch                |
| 718058 | 2017 DW22                | 12 febbraio 2004  | Spacewatch                |
| 718059 | 2017 DH24                | 20 ottobre 2007   | Spacewatch                |
| 718060 | 2017 DX24                | 19 luglio 2013    | Pan-STARRS                |
| 718061 | 2017 DY24                | 23 febbraio 2012  | Mount Lemmon Survey       |
| 718062 | 2017 DD26                | 18 settembre 2003 | Spacewatch                |
| 718063 | 2017 DK26                | 30 gennaio 2006   | Spacewatch                |
| 718064 | 2017 DC27                | 28 maggio 2014    | Mount Lemmon Survey       |
| 718065 | 2017 DK27                | 23 febbraio 2007  | Mount Lemmon Survey       |
| 718066 | 2017 DR27                | 3 marzo 2009      | Mount Lemmon Survey       |
| 718067 | 2017 DD29                | 26 agosto 2012    | Pan-STARRS                |
| 718068 | 2017 DK29                | 18 novembre 2011  | Mount Lemmon Survey       |
| 718069 | 2017 DK31                | 28 febbraio 2012  | Pan-STARRS                |
| 718070 | 2017 DN32                | 16 luglio 2004    | Cerro Tololo Obs.         |
| 718071 | 2017 DP32                | 27 agosto 2009    | Spacewatch                |
| 718072 | 2017 DY32                | 14 luglio 2013    | Pan-STARRS                |
| 718073 | 2017 DL38                | 4 luglio 2014     | Pan-STARRS                |
| 718074 | 2017 DV38                | 25 luglio 2014    | Pan-STARRS                |
| 718075 | 2017 DX38                | 17 agosto 2009    | Spacewatch                |
| 718076 | 2017 DJ40                | 2 dicembre 2010   | Mount Lemmon Survey       |
| 718077 | 2017 DO40                | 13 marzo 2013     | Mount Lemmon Survey       |
| 718078 | 2017 DK42                | 28 agosto 2014    | Pan-STARRS                |
| 718079 | 2017 DS42                | 27 giugno 2014    | Pan-STARRS                |
| 718080 | 2017 DE43                | 31 luglio 2014    | Pan-STARRS                |
| 718081 | 2017 DF43                | 29 gennaio 2011   | Mount Lemmon Survey       |
| 718082 | 2017 DH43                | 27 agosto 2009    | Spacewatch                |
| 718083 | 2017 DA44                | 30 marzo 2012     | Spacewatch                |
| 718084 | 2017 DP44                | 9 ottobre 2007    | Mount Lemmon Survey       |
| 718085 | 2017 DZ44                | 19 gennaio 2012   | Mount Lemmon Survey       |
| 718086 | 2017 DD45                | 16 novembre 2006  | CSS                       |
| 718087 | 2017 DX45                | 25 aprile 2007    | Mount Lemmon Survey       |
| 718088 | 2017 DJ46                | 8 settembre 2010  | Spacewatch                |
| 718089 | 2017 DU46                | 12 gennaio 2011   | Mount Lemmon Survey       |
| 718090 | 2017 DW52                | 31 ottobre 2010   | Mount Lemmon Survey       |
| 718091 | 2017 DT53                | 3 agosto 2014     | Pan-STARRS                |
| 718092 | 2017 DE54                | 1 settembre 2014  | Mount Lemmon Survey       |
| 718093 | 2017 DR54                | 22 marzo 2012     | Mount Lemmon Survey       |
| 718094 | 2017 DT54                | 25 agosto 2012    | Mount Lemmon Survey       |
| 718095 | 2017 DT56                | 7 novembre 2005   | Osservatorio di Mauna Kea |
| 718096 | 2017 DU56                | 1 dicembre 2006   | Mount Lemmon Survey       |
| 718097 | 2017 DB57                | 23 settembre 2015 | Pan-STARRS                |
| 718098 | 2017 DC58                | 20 febbraio 2012  | Pan-STARRS                |
| 718099 | 2017 DG58                | 24 marzo 2012     | Spacewatch                |
| 718100 | 2017 DX58                | 14 maggio 2012    | Pan-STARRS                |

## 718101–718200
| Nome   | Designazione provvisoria | Data di scoperta  | Scopritore                 |
| ------ | ------------------------ | ----------------- | -------------------------- |
| 718101 | 2017 DA59                | 21 aprile 2013    | Mount Lemmon Survey        |
| 718102 | 2017 DW59                | 4 gennaio 2011    | Mount Lemmon Survey        |
| 718103 | 2017 DM60                | 3 agosto 2014     | Pan-STARRS                 |
| 718104 | 2017 DY60                | 7 gennaio 2006    | Mount Lemmon Survey        |
| 718105 | 2017 DD61                | 3 settembre 2014  | CSS                        |
| 718106 | 2017 DP63                | 6 aprile 2013     | Pan-STARRS                 |
| 718107 | 2017 DR64                | 16 marzo 2012     | Mount Lemmon Survey        |
| 718108 | 2017 DZ64                | 18 ottobre 2015   | Pan-STARRS                 |
| 718109 | 2017 DO65                | 2 gennaio 2011    | Mount Lemmon Survey        |
| 718110 | 2017 DM66                | 18 novembre 2006  | Mount Lemmon Survey        |
| 718111 | 2017 DN66                | 14 gennaio 2011   | Mount Lemmon Survey        |
| 718112 | 2017 DV66                | 2 novembre 2011   | Spacewatch                 |
| 718113 | 2017 DG67                | 15 marzo 2012     | Mount Lemmon Survey        |
| 718114 | 2017 DM68                | 22 ottobre 2003   | Spacewatch                 |
| 718115 | 2017 DY68                | 30 agosto 2014    | Mount Lemmon Survey        |
| 718116 | 2017 DO71                | 3 marzo 2000      | LINEAR                     |
| 718117 | 2017 DT71                | 2 marzo 2006      | Spacewatch                 |
| 718118 | 2017 DX72                | 1 aprile 2003     | SDSS Collaboration         |
| 718119 | 2017 DJ73                | 29 marzo 2000     | LINEAR                     |
| 718120 | 2017 DW73                | 8 febbraio 2011   | Mount Lemmon Survey        |
| 718121 | 2017 DD74                | 20 settembre 2008 | Mount Lemmon Survey        |
| 718122 | 2017 DK75                | 10 dicembre 2005  | Spacewatch                 |
| 718123 | 2017 DN75                | 23 agosto 2007    | Spacewatch                 |
| 718124 | 2017 DY75                | 29 settembre 2009 | Mount Lemmon Survey        |
| 718125 | 2017 DS76                | 27 agosto 2014    | Pan-STARRS                 |
| 718126 | 2017 DA79                | 5 luglio 2003     | Spacewatch                 |
| 718127 | 2017 DM79                | 19 gennaio 2013   | Mount Lemmon Survey        |
| 718128 | 2017 DV79                | 9 settembre 2015  | Pan-STARRS                 |
| 718129 | 2017 DE82                | 28 febbraio 2006  | Mount Lemmon Survey        |
| 718130 | 2017 DP82                | 9 giugno 2007     | Spacewatch                 |
| 718131 | 2017 DC84                | 24 aprile 2007    | Mount Lemmon Survey        |
| 718132 | 2017 DO84                | 28 marzo 2012     | Pan-STARRS                 |
| 718133 | 2017 DL85                | 20 gennaio 2017   | Pan-STARRS                 |
| 718134 | 2017 DL86                | 20 novembre 2009  | Mount Lemmon Survey        |
| 718135 | 2017 DN86                | 2 febbraio 2017   | Spacewatch                 |
| 718136 | 2017 DP86                | 29 marzo 2012     | Pan-STARRS                 |
| 718137 | 2017 DQ86                | 15 gennaio 2015   | Pan-STARRS                 |
| 718138 | 2017 DF87                | 23 marzo 2012     | SSS                        |
| 718139 | 2017 DY87                | 10 marzo 2008     | Mount Lemmon Survey        |
| 718140 | 2017 DH89                | 1 luglio 2014     | Pan-STARRS                 |
| 718141 | 2017 DR89                | 16 ottobre 2015   | Spacewatch                 |
| 718142 | 2017 DC91                | 20 novembre 2009  | Mount Lemmon Survey        |
| 718143 | 2017 DU92                | 3 febbraio 2000   | Spacewatch                 |
| 718144 | 2017 DO93                | 13 febbraio 2008  | Mount Lemmon Survey        |
| 718145 | 2017 DX93                | 26 gennaio 2017   | Pan-STARRS                 |
| 718146 | 2017 DJ94                | 11 febbraio 2011  | Mount Lemmon Survey        |
| 718147 | 2017 DH95                | 23 maggio 2014    | Pan-STARRS                 |
| 718148 | 2017 DP96                | 7 aprile 2003     | Spacewatch                 |
| 718149 | 2017 DY96                | 5 settembre 2008  | Spacewatch                 |
| 718150 | 2017 DL97                | 29 gennaio 2011   | Mount Lemmon Survey        |
| 718151 | 2017 DX97                | 2 maggio 2008     | Spacewatch                 |
| 718152 | 2017 DA98                | 21 dicembre 2006  | Mount Lemmon Survey        |
| 718153 | 2017 DS98                | 15 luglio 2013    | Pan-STARRS                 |
| 718154 | 2017 DJ99                | 30 gennaio 2011   | Mount Lemmon Survey        |
| 718155 | 2017 DM99                | 10 dicembre 2005  | Spacewatch                 |
| 718156 | 2017 DB101               | 5 gennaio 2006    | Mount Lemmon Survey        |
| 718157 | 2017 DF101               | 1 dicembre 2005   | L. H. Wasserman, R. Millis |
| 718158 | 2017 DN101               | 8 febbraio 2008   | CSS                        |
| 718159 | 2017 DO101               | 8 ottobre 2015    | Pan-STARRS                 |
| 718160 | 2017 DQ102               | 12 febbraio 2008  | Spacewatch                 |
| 718161 | 2017 DS102               | 26 settembre 2009 | Spacewatch                 |
| 718162 | 2017 DF103               | 20 settembre 2003 | Spacewatch                 |
| 718163 | 2017 DF104               | 8 novembre 2010   | Mount Lemmon Survey        |
| 718164 | 2017 DV104               | 24 ottobre 2005   | Osservatorio di Mauna Kea  |
| 718165 | 2017 DE105               | 16 gennaio 2011   | Mount Lemmon Survey        |
| 718166 | 2017 DN105               | 3 novembre 2011   | Mount Lemmon Survey        |
| 718167 | 2017 DZ105               | 22 settembre 2009 | Spacewatch                 |
| 718168 | 2017 DB106               | 10 febbraio 2008  | Spacewatch                 |
| 718169 | 2017 DP107               | 5 dicembre 2010   | Mount Lemmon Survey        |
| 718170 | 2017 DB108               | 27 febbraio 2009  | Mount Lemmon Survey        |
| 718171 | 2017 DE108               | 22 aprile 2012    | Mount Lemmon Survey        |
| 718172 | 2017 DD110               | 8 gennaio 2000    | Spacewatch                 |
| 718173 | 2017 DH112               | 6 novembre 2010   | Spacewatch                 |
| 718174 | 2017 DZ112               | 15 dicembre 2006  | Spacewatch                 |
| 718175 | 2017 DK113               | 18 dicembre 1999  | Spacewatch                 |
| 718176 | 2017 DQ113               | 29 marzo 2012     | Pan-STARRS                 |
| 718177 | 2017 DR114               | 30 gennaio 2012   | Mount Lemmon Survey        |
| 718178 | 2017 DZ114               | 28 gennaio 2006   | Mount Lemmon Survey        |
| 718179 | 2017 DM115               | 11 novembre 2001  | Spacewatch                 |
| 718180 | 2017 DO115               | 17 gennaio 2007   | Spacewatch                 |
| 718181 | 2017 DW115               | 27 febbraio 2017  | M. Ory                     |
| 718182 | 2017 DW116               | 1 novembre 2015   | Mount Lemmon Survey        |
| 718183 | 2017 DF117               | 21 aprile 2004    | LINEAR                     |
| 718184 | 2017 DQ117               | 11 marzo 2013     | SSS                        |
| 718185 | 2017 DR117               | 20 novembre 2015  | Mount Lemmon Survey        |
| 718186 | 2017 DT117               | 12 luglio 2013    | Pan-STARRS                 |
| 718187 | 2017 DU117               | 2 gennaio 2011    | Mount Lemmon Survey        |
| 718188 | 2017 DA118               | 2 gennaio 2017    | Pan-STARRS                 |
| 718189 | 2017 DR118               | 3 dicembre 2015   | Mount Lemmon Survey        |
| 718190 | 2017 DW118               | 22 aprile 2007    | Mount Lemmon Survey        |
| 718191 | 2017 DL119               | 26 gennaio 2012   | Mount Lemmon Survey        |
| 718192 | 2017 DD121               | 10 dicembre 2010  | Mount Lemmon Survey        |
| 718193 | 2017 DJ121               | 7 febbraio 2011   | Mount Lemmon Survey        |
| 718194 | 2017 DF122               | 13 gennaio 2011   | Spacewatch                 |
| 718195 | 2017 DB123               | 27 aprile 2012    | Pan-STARRS                 |
| 718196 | 2017 DQ124               | 9 settembre 2013  | Pan-STARRS                 |
| 718197 | 2017 DN128               | 22 agosto 2003    | NEAT                       |
| 718198 | 2017 DG130               | 17 novembre 2014  | Pan-STARRS                 |
| 718199 | 2017 DH130               | 21 febbraio 2017  | Pan-STARRS                 |
| 718200 | 2017 DK130               | 22 febbraio 2017  | Pan-STARRS                 |

## 718201–718300
| Nome   | Designazione provvisoria | Data di scoperta  | Scopritore                |
| ------ | ------------------------ | ----------------- | ------------------------- |
| 718201 | 2017 DL130               | 21 febbraio 2017  | Pan-STARRS                |
| 718202 | 2017 DM130               | 22 febbraio 2017  | Mount Lemmon Survey       |
| 718203 | 2017 DZ130               | 24 febbraio 2017  | Pan-STARRS                |
| 718204 | 2017 DS132               | 25 febbraio 2017  | Pan-STARRS                |
| 718205 | 2017 DC134               | 22 febbraio 2017  | Mount Lemmon Survey       |
| 718206 | 2017 DY141               | 21 febbraio 2017  | Pan-STARRS                |
| 718207 | 2017 DK144               | 8 maggio 2013     | Pan-STARRS                |
| 718208 | 2017 DV144               | 24 febbraio 2017  | Mount Lemmon Survey       |
| 718209 | 2017 DW144               | 22 febbraio 2017  | Mount Lemmon Survey       |
| 718210 | 2017 DT147               | 26 febbraio 2017  | ESA OGS                   |
| 718211 | 2017 DW152               | 5 febbraio 2011   | Mount Lemmon Survey       |
| 718212 | 2017 DA155               | 23 febbraio 2017  | Mount Lemmon Survey       |
| 718213 | 2017 EM2                 | 20 febbraio 2014  | Pan-STARRS                |
| 718214 | 2017 EG6                 | 1 marzo 2011      | CSS                       |
| 718215 | 2017 EB8                 | 3 aprile 2013     | Mount Lemmon Survey       |
| 718216 | 2017 ER8                 | 28 agosto 2014    | Pan-STARRS                |
| 718217 | 2017 ET8                 | 11 maggio 2008    | Mount Lemmon Survey       |
| 718218 | 2017 EX8                 | 26 marzo 2008     | Mount Lemmon Survey       |
| 718219 | 2017 EN9                 | 29 ottobre 2014   | Pan-STARRS                |
| 718220 | 2017 EP9                 | 3 dicembre 2005   | Osservatorio di Mauna Kea |
| 718221 | 2017 ET9                 | 12 agosto 2010    | Spacewatch                |
| 718222 | 2017 EX9                 | 20 ottobre 2006   | Mount Lemmon Survey       |
| 718223 | 2017 EE10                | 15 luglio 2013    | Pan-STARRS                |
| 718224 | 2017 EC11                | 1 febbraio 2017   | Pan-STARRS                |
| 718225 | 2017 EK11                | 28 ottobre 2014   | Pan-STARRS                |
| 718226 | 2017 EU11                | 29 settembre 2003 | Spacewatch                |
| 718227 | 2017 EU12                | 28 gennaio 2017   | Pan-STARRS                |
| 718228 | 2017 ED14                | 7 ottobre 2005    | Spacewatch                |
| 718229 | 2017 EQ14                | 11 dicembre 2010  | Mount Lemmon Survey       |
| 718230 | 2017 EG15                | 27 aprile 2012    | Pan-STARRS                |
| 718231 | 2017 EJ18                | 28 febbraio 2012  | Pan-STARRS                |
| 718232 | 2017 EM18                | 21 febbraio 2012  | Mount Lemmon Survey       |
| 718233 | 2017 EP18                | 29 ottobre 2009   | Spacewatch                |
| 718234 | 2017 EX19                | 27 marzo 2012     | Mount Lemmon Survey       |
| 718235 | 2017 EW20                | 23 novembre 2006  | Mount Lemmon Survey       |
| 718236 | 2017 EP21                | 12 ottobre 2015   | Pan-STARRS                |
| 718237 | 2017 EW22                | 11 dicembre 2013  | Pan-STARRS                |
| 718238 | 2017 ES23                | 30 gennaio 2011   | Spacewatch                |
| 718239 | 2017 ER24                | 4 dicembre 2015   | Pan-STARRS                |
| 718240 | 2017 EA25                | 16 aprile 2012    | Spacewatch                |
| 718241 | 2017 EB25                | 21 febbraio 2012  | Mount Lemmon Survey       |
| 718242 | 2017 EH28                | 4 marzo 2017      | Pan-STARRS                |
| 718243 | 2017 EK30                | 17 novembre 2009  | Mount Lemmon Survey       |
| 718244 | 2017 EO30                | 28 gennaio 2017   | Pan-STARRS                |
| 718245 | 2017 EY30                | 3 marzo 2017      | PMO NEO                   |
| 718246 | 2017 ET39                | 22 febbraio 2017  | Mount Lemmon Survey       |
| 718247 | 2017 EA41                | 7 marzo 2017      | Pan-STARRS                |
| 718248 | 2017 EJ41                | 4 marzo 2017      | Pan-STARRS                |
| 718249 | 2017 EF44                | 4 marzo 2017      | Pan-STARRS                |
| 718250 | 2017 FE4                 | 29 settembre 2014 | Pan-STARRS                |
| 718251 | 2017 FL4                 | 2 aprile 2006     | Mount Lemmon Survey       |
| 718252 | 2017 FB5                 | 23 settembre 2009 | Mount Lemmon Survey       |
| 718253 | 2017 FB6                 | 12 marzo 2008     | Spacewatch                |
| 718254 | 2017 FG6                 | 11 gennaio 2011   | CSS                       |
| 718255 | 2017 FE7                 | 30 novembre 2005  | Spacewatch                |
| 718256 | 2017 FE8                 | 11 marzo 2002     | NEAT                      |
| 718257 | 2017 FF8                 | 2 novembre 2015   | Mount Lemmon Survey       |
| 718258 | 2017 FX8                 | 3 dicembre 2015   | Pan-STARRS                |
| 718259 | 2017 FN9                 | 2 dicembre 2010   | Spacewatch                |
| 718260 | 2017 FM10                | 3 gennaio 2012    | Spacewatch                |
| 718261 | 2017 FQ10                | 13 ottobre 2010   | Mount Lemmon Survey       |
| 718262 | 2017 FD11                | 25 novembre 2009  | Mount Lemmon Survey       |
| 718263 | 2017 FQ11                | 9 ottobre 2004    | Spacewatch                |
| 718264 | 2017 FV11                | 27 gennaio 2017   | Pan-STARRS                |
| 718265 | 2017 FH12                | 18 maggio 2012    | Spacewatch                |
| 718266 | 2017 FJ12                | 1 ottobre 2014    | Spacewatch                |
| 718267 | 2017 FC13                | 20 novembre 2009  | Mount Lemmon Survey       |
| 718268 | 2017 FC15                | 23 febbraio 2007  | Spacewatch                |
| 718269 | 2017 FO16                | 7 febbraio 2011   | Mount Lemmon Survey       |
| 718270 | 2017 FN17                | 7 febbraio 2006   | Mount Lemmon Survey       |
| 718271 | 2017 FP17                | 22 agosto 2014    | Pan-STARRS                |
| 718272 | 2017 FO19                | 3 novembre 2010   | Mount Lemmon Survey       |
| 718273 | 2017 FP19                | 6 marzo 2011      | Mount Lemmon Survey       |
| 718274 | 2017 FS19                | 2 marzo 2011      | Mount Lemmon Survey       |
| 718275 | 2017 FX20                | 20 agosto 2014    | Pan-STARRS                |
| 718276 | 2017 FB21                | 8 febbraio 2011   | Mount Lemmon Survey       |
| 718277 | 2017 FA23                | 18 agosto 2014    | Pan-STARRS                |
| 718278 | 2017 FD24                | 2 settembre 2014  | Pan-STARRS                |
| 718279 | 2017 FZ25                | 17 settembre 2009 | Mount Lemmon Survey       |
| 718280 | 2017 FN26                | 16 ottobre 2009   | Mount Lemmon Survey       |
| 718281 | 2017 FP26                | 24 febbraio 2017  | Pan-STARRS                |
| 718282 | 2017 FD27                | 8 febbraio 2011   | Mount Lemmon Survey       |
| 718283 | 2017 FH27                | 23 agosto 2014    | Pan-STARRS                |
| 718284 | 2017 FN27                | 29 marzo 2012     | Pan-STARRS                |
| 718285 | 2017 FQ27                | 26 novembre 2005  | Mount Lemmon Survey       |
| 718286 | 2017 FF28                | 10 ottobre 2015   | Pan-STARRS                |
| 718287 | 2017 FX28                | 4 gennaio 2016    | Pan-STARRS                |
| 718288 | 2017 FB29                | 16 ottobre 2009   | Mount Lemmon Survey       |
| 718289 | 2017 FX30                | 6 settembre 2008  | Spacewatch                |
| 718290 | 2017 FR31                | 4 gennaio 2016    | Pan-STARRS                |
| 718291 | 2017 FE32                | 24 febbraio 2006  | Spacewatch                |
| 718292 | 2017 FM32                | 31 gennaio 2011   | Z. Kuli, K. Sárneczky     |
| 718293 | 2017 FZ33                | 9 dicembre 2015   | Pan-STARRS                |
| 718294 | 2017 FP34                | 24 marzo 2006     | Mount Lemmon Survey       |
| 718295 | 2017 FX34                | 18 giugno 2013    | Pan-STARRS                |
| 718296 | 2017 FC35                | 9 marzo 2011      | Mount Lemmon Survey       |
| 718297 | 2017 FD35                | 16 maggio 2007    | Mount Lemmon Survey       |
| 718298 | 2017 FA37                | 23 gennaio 2006   | Mount Lemmon Survey       |
| 718299 | 2017 FK37                | 9 dicembre 2010   | Mount Lemmon Survey       |
| 718300 | 2017 FF38                | 22 agosto 2003    | NEAT                      |

## 718301–718400
| Nome   | Designazione provvisoria | Data di scoperta  | Scopritore                  |
| ------ | ------------------------ | ----------------- | --------------------------- |
| 718301 | 2017 FF39                | 21 agosto 2006    | Spacewatch                  |
| 718302 | 2017 FO39                | 7 febbraio 2011   | Mount Lemmon Survey         |
| 718303 | 2017 FX40                | 4 febbraio 2005   | Spacewatch                  |
| 718304 | 2017 FS41                | 13 novembre 2010  | Mount Lemmon Survey         |
| 718305 | 2017 FZ41                | 3 febbraio 2000   | Spacewatch                  |
| 718306 | 2017 FN42                | 23 novembre 2009  | Mount Lemmon Survey         |
| 718307 | 2017 FA43                | 1 ottobre 2014    | Pan-STARRS                  |
| 718308 | 2017 FM43                | 29 gennaio 2012   | L. Elenin                   |
| 718309 | 2017 FU43                | 17 novembre 2009  | Spacewatch                  |
| 718310 | 2017 FW43                | 31 maggio 2012    | Mount Lemmon Survey         |
| 718311 | 2017 FL44                | 7 novembre 2005   | Osservatorio di Mauna Kea   |
| 718312 | 2017 FO46                | 13 gennaio 2011   | Spacewatch                  |
| 718313 | 2017 FQ46                | 17 settembre 2009 | Spacewatch                  |
| 718314 | 2017 FX46                | 26 novembre 2009  | Spacewatch                  |
| 718315 | 2017 FH47                | 21 aprile 2014    | Mount Lemmon Survey         |
| 718316 | 2017 FL47                | 18 settembre 2006 | Spacewatch                  |
| 718317 | 2017 FV47                | 30 gennaio 2006   | Spacewatch                  |
| 718318 | 2017 FW47                | 19 settembre 2014 | Pan-STARRS                  |
| 718319 | 2017 FO48                | 20 aprile 2012    | Spacewatch                  |
| 718320 | 2017 FQ48                | 8 febbraio 2011   | Mount Lemmon Survey         |
| 718321 | 2017 FU48                | 8 maggio 2005     | Spacewatch                  |
| 718322 | 2017 FY48                | 2 dicembre 2005   | L. H. Wasserman, R. Millis  |
| 718323 | 2017 FN49                | 10 febbraio 2011  | Mount Lemmon Survey         |
| 718324 | 2017 FQ49                | 13 marzo 2012     | Mount Lemmon Survey         |
| 718325 | 2017 FT50                | 5 dicembre 2010   | Spacewatch                  |
| 718326 | 2017 FV50                | 27 dicembre 2005  | Spacewatch                  |
| 718327 | 2017 FD51                | 20 novembre 2009  | Mount Lemmon Survey         |
| 718328 | 2017 FL51                | 21 maggio 2012    | Pan-STARRS                  |
| 718329 | 2017 FS51                | 1 ottobre 2014    | Pan-STARRS                  |
| 718330 | 2017 FV51                | 9 marzo 2011      | Mount Lemmon Survey         |
| 718331 | 2017 FX51                | 16 maggio 2012    | Pan-STARRS                  |
| 718332 | 2017 FZ51                | 20 dicembre 2001  | Spacewatch                  |
| 718333 | 2017 FS52                | 25 febbraio 2011  | T. V. Kryachko, B. Satovski |
| 718334 | 2017 FX52                | 14 maggio 2012    | Mount Lemmon Survey         |
| 718335 | 2017 FK53                | 4 maggio 2006     | CSS                         |
| 718336 | 2017 FA54                | 29 agosto 2014    | Mount Lemmon Survey         |
| 718337 | 2017 FT54                | 8 febbraio 2011   | Mount Lemmon Survey         |
| 718338 | 2017 FB55                | 17 marzo 2012     | Mount Lemmon Survey         |
| 718339 | 2017 FQ55                | 8 febbraio 2011   | Mount Lemmon Survey         |
| 718340 | 2017 FY55                | 26 ottobre 2011   | Pan-STARRS                  |
| 718341 | 2017 FA56                | 26 gennaio 2011   | Mount Lemmon Survey         |
| 718342 | 2017 FQ56                | 10 gennaio 2011   | Mount Lemmon Survey         |
| 718343 | 2017 FU56                | 25 febbraio 2011  | Mount Lemmon Survey         |
| 718344 | 2017 FU57                | 19 novembre 2009  | Mount Lemmon Survey         |
| 718345 | 2017 FB58                | 23 aprile 2007    | Mount Lemmon Survey         |
| 718346 | 2017 FS58                | 23 febbraio 2017  | Mount Lemmon Survey         |
| 718347 | 2017 FM60                | 8 febbraio 2011   | Mount Lemmon Survey         |
| 718348 | 2017 FT62                | 29 luglio 2014    | Pan-STARRS                  |
| 718349 | 2017 FW62                | 22 settembre 2014 | Pan-STARRS                  |
| 718350 | 2017 FL66                | 1 febbraio 2011   | Z. Kuli, K. Sárneczky       |
| 718351 | 2017 FM66                | 17 settembre 2009 | Mount Lemmon Survey         |
| 718352 | 2017 FQ66                | 14 ottobre 2009   | Mount Lemmon Survey         |
| 718353 | 2017 FV66                | 10 gennaio 2011   | Mount Lemmon Survey         |
| 718354 | 2017 FC67                | 16 novembre 2009  | Mount Lemmon Survey         |
| 718355 | 2017 FM67                | 19 settembre 2009 | Spacewatch                  |
| 718356 | 2017 FU67                | 15 novembre 2003  | Spacewatch                  |
| 718357 | 2017 FJ68                | 18 marzo 2017     | Mount Lemmon Survey         |
| 718358 | 2017 FM69                | 10 marzo 2003     | Spacewatch                  |
| 718359 | 2017 FS69                | 27 gennaio 2011   | Mount Lemmon Survey         |
| 718360 | 2017 FU69                | 12 marzo 2008     | Spacewatch                  |
| 718361 | 2017 FN70                | 15 settembre 2009 | Spacewatch                  |
| 718362 | 2017 FQ70                | 17 ottobre 2014   | Mount Lemmon Survey         |
| 718363 | 2017 FN71                | 13 dicembre 2010  | Mount Lemmon Survey         |
| 718364 | 2017 FD73                | 14 aprile 2004    | Spacewatch                  |
| 718365 | 2017 FO73                | 28 luglio 2014    | Pan-STARRS                  |
| 718366 | 2017 FC74                | 28 agosto 2014    | Pan-STARRS                  |
| 718367 | 2017 FU74                | 13 febbraio 2008  | Spacewatch                  |
| 718368 | 2017 FK76                | 21 novembre 2014  | Pan-STARRS                  |
| 718369 | 2017 FE78                | 28 ottobre 2014   | Pan-STARRS                  |
| 718370 | 2017 FJ78                | 18 settembre 2003 | Spacewatch                  |
| 718371 | 2017 FM78                | 24 aprile 2012    | Mount Lemmon Survey         |
| 718372 | 2017 FK79                | 19 marzo 2017     | Mount Lemmon Survey         |
| 718373 | 2017 FT79                | 30 gennaio 2011   | Mount Lemmon Survey         |
| 718374 | 2017 FC80                | 14 ottobre 2010   | Mount Lemmon Survey         |
| 718375 | 2017 FE80                | 19 settembre 2015 | Pan-STARRS                  |
| 718376 | 2017 FK80                | 16 novembre 2009  | Mount Lemmon Survey         |
| 718377 | 2017 FW80                | 30 gennaio 2011   | Pan-STARRS                  |
| 718378 | 2017 FW81                | 15 luglio 2013    | Pan-STARRS                  |
| 718379 | 2017 FO82                | 25 febbraio 2011  | Mount Lemmon Survey         |
| 718380 | 2017 FU82                | 7 aprile 2003     | Spacewatch                  |
| 718381 | 2017 FW83                | 23 maggio 2012    | Mount Lemmon Survey         |
| 718382 | 2017 FJ84                | 26 gennaio 2011   | Mount Lemmon Survey         |
| 718383 | 2017 FX84                | 24 giugno 2014    | Pan-STARRS                  |
| 718384 | 2017 FJ86                | 24 novembre 2014  | Pan-STARRS                  |
| 718385 | 2017 FK86                | 27 gennaio 2011   | Mount Lemmon Survey         |
| 718386 | 2017 FZ86                | 9 ottobre 2015    | Pan-STARRS                  |
| 718387 | 2017 FJ87                | 10 dicembre 2009  | Mount Lemmon Survey         |
| 718388 | 2017 FT88                | 31 marzo 2012     | Spacewatch                  |
| 718389 | 2017 FX88                | 15 giugno 2012    | Mount Lemmon Survey         |
| 718390 | 2017 FX91                | 16 novembre 2014  | Mount Lemmon Survey         |
| 718391 | 2017 FM92                | 16 giugno 2006    | Spacewatch                  |
| 718392 | 2017 FO92                | 7 gennaio 2010    | Spacewatch                  |
| 718393 | 2017 FR92                | 16 ottobre 2009   | Mount Lemmon Survey         |
| 718394 | 2017 FX92                | 30 aprile 2012    | Spacewatch                  |
| 718395 | 2017 FT93                | 19 novembre 2007  | Mount Lemmon Survey         |
| 718396 | 2017 FU93                | 4 settembre 2014  | Pan-STARRS                  |
| 718397 | 2017 FA95                | 22 novembre 2009  | Spacewatch                  |
| 718398 | 2017 FB96                | 17 gennaio 2005   | Spacewatch                  |
| 718399 | 2017 FN96                | 27 novembre 2014  | Pan-STARRS                  |
| 718400 | 2017 FN97                | 14 agosto 2013    | Pan-STARRS                  |

## 718401–718500
| Nome        | Designazione provvisoria | Data di scoperta  | Scopritore              |
| ----------- | ------------------------ | ----------------- | ----------------------- |
| 718401      | 2017 FX97                | 20 settembre 2006 | CSS                     |
| 718402      | 2017 FC98                | 23 settembre 2008 | Mount Lemmon Survey     |
| 718403      | 2017 FK99                | 8 maggio 2013     | TRAPPIST                |
| 718404      | 2017 FY99                | 22 ottobre 2009   | Mount Lemmon Survey     |
| 718405      | 2017 FC100               | 12 gennaio 2011   | Mount Lemmon Survey     |
| 718406      | 2017 FE100               | 8 ottobre 2008    | Mount Lemmon Survey     |
| 718407      | 2017 FK100               | 25 marzo 2017     | Pan-STARRS              |
| 718408      | 2017 FL100               | 11 dicembre 2010  | Mount Lemmon Survey     |
| 718409      | 2017 FA103               | 24 giugno 2014    | Pan-STARRS              |
| 718410      | 2017 FL103               | 19 settembre 2014 | Pan-STARRS              |
| 718411      | 2017 FS103               | 25 febbraio 2012  | Mount Lemmon Survey     |
| 718412      | 2017 FY104               | 14 settembre 2013 | Mount Lemmon Survey     |
| 718413      | 2017 FW105               | 1 marzo 2005      | Spacewatch              |
| 718414      | 2017 FF107               | 27 aprile 2012    | Pan-STARRS              |
| 718415      | 2017 FT107               | 11 gennaio 2011   | Spacewatch              |
| 718416      | 2017 FC108               | 27 maggio 2012    | Mount Lemmon Survey     |
| 718417      | 2017 FJ108               | 15 gennaio 2011   | Mount Lemmon Survey     |
| 718418      | 2017 FM108               | 9 novembre 2009   | Mount Lemmon Survey     |
| 718419      | 2017 FA109               | 28 gennaio 2016   | Pan-STARRS              |
| 718420      | 2017 FN109               | 27 agosto 2014    | Pan-STARRS              |
| 718421      | 2017 FL112               | 6 settembre 2008  | Mount Lemmon Survey     |
| 718422      | 2017 FF113               | 2 febbraio 2006   | Mount Lemmon Survey     |
| 718423      | 2017 FY113               | 19 marzo 2017     | Pan-STARRS              |
| 718424      | 2017 FR115               | 3 gennaio 2016    | Mount Lemmon Survey     |
| 718425      | 2017 FD116               | 17 febbraio 2007  | Mount Lemmon Survey     |
| 718426      | 2017 FF116               | 21 febbraio 2007  | Spacewatch              |
| 718427      | 2017 FR117               | 26 marzo 2017     | Mount Lemmon Survey     |
| 718428      | 2017 FW117               | 24 settembre 2013 | Mount Lemmon Survey     |
| 718429      | 2017 FL118               | 25 febbraio 2011  | Mount Lemmon Survey     |
| 718430      | 2017 FF119               | 14 aprile 2008    | Mount Lemmon Survey     |
| 718431      | 2017 FB120               | 27 febbraio 2006  | Spacewatch              |
| 718432      | 2017 FE120               | 4 settembre 2008  | Spacewatch              |
| 718433      | 2017 FO122               | 18 marzo 2004     | Spacewatch              |
| 718434      | 2017 FT122               | 21 febbraio 2017  | Pan-STARRS              |
| 718435      | 2017 FD123               | 22 marzo 2012     | CSS                     |
| 718436      | 2017 FH124               | 1 aprile 2011     | Spacewatch              |
| 718437      | 2017 FT124               | 21 maggio 2013    | Mount Lemmon Survey     |
| 718438      | 2017 FR126               | 30 gennaio 2011   | Mount Lemmon Survey     |
| 718439      | 2017 FW126               | 17 marzo 2007     | Spacewatch              |
| 718440      | 2017 FX131               | 21 febbraio 2017  | Pan-STARRS              |
| 718441      | 2017 FP132               | 27 febbraio 2006  | Spacewatch              |
| 718442      | 2017 FU133               | 31 agosto 2013    | Pan-STARRS              |
| 718443      | 2017 FP135               | 6 marzo 2011      | Mount Lemmon Survey     |
| 718444      | 2017 FU136               | 9 aprile 2006     | Mount Lemmon Survey     |
| 718445      | 2017 FA137               | 19 settembre 2014 | Pan-STARRS              |
| 718446      | 2017 FX138               | 19 novembre 2009  | Spacewatch              |
| 718447      | 2017 FY138               | 12 ottobre 2010   | Mount Lemmon Survey     |
| 718448      | 2017 FB140               | 26 ottobre 2009   | Mount Lemmon Survey     |
| 718449      | 2017 FW141               | 2 gennaio 2011    | Mount Lemmon Survey     |
| 718450      | 2017 FF142               | 6 dicembre 2015   | Mount Lemmon Survey     |
| 718451      | 2017 FX143               | 6 aprile 2008     | Mount Lemmon Survey     |
| 718452      | 2017 FE145               | 22 febbraio 2006  | LONEOS                  |
| 718453      | 2017 FG145               | 22 aprile 2007    | Mount Lemmon Survey     |
| 718454      | 2017 FM147               | 4 gennaio 2006    | Spacewatch              |
| 718455      | 2017 FP147               | 29 marzo 2012     | Mount Lemmon Survey     |
| 718456      | 2017 FT147               | 27 febbraio 2012  | Pan-STARRS              |
| 718457      | 2017 FB150               | 25 ottobre 2008   | Mount Lemmon Survey     |
| 718458      | 2017 FA151               | 26 gennaio 2006   | Spacewatch              |
| 718459      | 2017 FK152               | 12 maggio 2012    | Mount Lemmon Survey     |
| 718460      | 2017 FQ154               | 21 febbraio 2017  | Pan-STARRS              |
| 718461      | 2017 FD155               | 26 ottobre 2008   | Spacewatch              |
| 718462      | 2017 FU155               | 23 agosto 2014    | Pan-STARRS              |
| 718463      | 2017 FW155               | 14 gennaio 2011   | Mount Lemmon Survey     |
| 718464      | 2017 FR157               | 27 settembre 2009 | Spacewatch              |
| 718465      | 2017 FU157               | 27 gennaio 2011   | Spacewatch              |
| 718466      | 2017 FO160               | 13 maggio 2008    | Mount Lemmon Survey     |
| 718467      | 2017 FC161               | 28 gennaio 2011   | Mount Lemmon Survey     |
| 718468      | 2017 FD161               | 1 ottobre 2014    | Pan-STARRS              |
| 718469      | 2017 FY161               | 5 febbraio 2011   | Pan-STARRS              |
| 718470      | 2017 FV162               | 10 dicembre 2010  | Mount Lemmon Survey     |
| 718471      | 2017 FE166               | 22 agosto 2014    | Pan-STARRS              |
| 718472      | 2017 FJ170               | 10 settembre 2008 | Spacewatch              |
| 718473      | 2017 FJ173               | 16 luglio 2004    | Cerro Tololo Obs.       |
| 718474      | 2017 FN173               | 19 marzo 2017     | Pan-STARRS              |
| 718475      | 2017 FH174               | 21 marzo 2017     | Pan-STARRS              |
| 718476      | 2017 FE175               | 8 febbraio 2011   | Mount Lemmon Survey     |
| 718477      | 2017 FK175               | 23 marzo 2017     | Pan-STARRS              |
| 718478      | 2017 FX177               | 29 marzo 2017     | Pan-STARRS              |
| 718479      | 2017 FC180               | 19 marzo 2017     | Pan-STARRS              |
| 718480      | 2017 FH183               | 21 marzo 2017     | Pan-STARRS              |
| 718481      | 2017 FJ183               | 18 marzo 2017     | Pan-STARRS              |
| 718482      | 2017 FO186               | 19 marzo 2017     | Pan-STARRS              |
| 718483      | 2017 FR191               | 18 marzo 2017     | Mount Lemmon Survey     |
| 718484      | 2017 FV199               | 19 marzo 2017     | Mount Lemmon Survey     |
| 718485      | 2017 FZ199               | 27 marzo 2017     | Pan-STARRS              |
| 718486      | 2017 FG200               | 17 marzo 2017     | Mount Lemmon Survey     |
| 718487      | 2017 FP205               | 18 marzo 2017     | Mount Lemmon Survey     |
| 718488      | 2017 FJ207               | 30 ottobre 2014   | Pan-STARRS              |
| 718489      | 2017 FZ211               | 22 marzo 2017     | Pan-STARRS              |
| 718490      | 2017 FZ216               | 28 marzo 2017     | Short, P., O. Vaduvescu |
| 718491      | 2017 FK226               | 28 marzo 2017     | Pan-STARRS              |
| 718492 Quro | 2017 FZ233               | 27 marzo 2023     | COIAS                   |
| 718493      | 2017 GT                  | 9 agosto 2013     | CSS                     |
| 718494      | 2017 GK1                 | 26 febbraio 2012  | Mount Lemmon Survey     |
| 718495      | 2017 GA2                 | 5 marzo 2006      | Spacewatch              |
| 718496      | 2017 GS2                 | 1 novembre 2008   | Mount Lemmon Survey     |
| 718497      | 2017 GO18                | 2 aprile 2017     | Pan-STARRS              |
| 718498      | 2017 GJ22                | 3 aprile 2017     | Pan-STARRS              |
| 718499      | 2017 HV5                 | 21 ottobre 2014   | Mount Lemmon Survey     |
| 718500      | 2017 HQ10                | 21 novembre 2014  | Pan-STARRS              |

## 718501–718600
| Nome   | Designazione provvisoria | Data di scoperta  | Scopritore                |
| ------ | ------------------------ | ----------------- | ------------------------- |
| 718501 | 2017 HS13                | 26 gennaio 2006   | Mount Lemmon Survey       |
| 718502 | 2017 HT13                | 27 agosto 2001    | NEAT                      |
| 718503 | 2017 HW15                | 18 ottobre 2009   | Mount Lemmon Survey       |
| 718504 | 2017 HH16                | 19 aprile 2017    | Mount Lemmon Survey       |
| 718505 | 2017 HL16                | 1 febbraio 2016   | Pan-STARRS                |
| 718506 | 2017 HS18                | 22 agosto 2004    | Spacewatch                |
| 718507 | 2017 HU18                | 5 febbraio 2011   | Mount Lemmon Survey       |
| 718508 | 2017 HM19                | 11 marzo 2007     | Spacewatch                |
| 718509 | 2017 HD20                | 30 gennaio 2011   | Mount Lemmon Survey       |
| 718510 | 2017 HN24                | 16 aprile 2013    | Pan-STARRS                |
| 718511 | 2017 HC25                | 9 marzo 2007      | NEAT                      |
| 718512 | 2017 HT26                | 25 aprile 2017    | Pan-STARRS                |
| 718513 | 2017 HA27                | 6 settembre 2013  | Spacewatch                |
| 718514 | 2017 HN27                | 14 gennaio 2016   | Pan-STARRS                |
| 718515 | 2017 HD29                | 2 novembre 2007   | Mount Lemmon Survey       |
| 718516 | 2017 HF29                | 26 novembre 2014  | Pan-STARRS                |
| 718517 | 2017 HR29                | 25 aprile 2017    | Pan-STARRS                |
| 718518 | 2017 HT29                | 2 agosto 2013     | Pan-STARRS                |
| 718519 | 2017 HC35                | 23 agosto 2007    | Spacewatch                |
| 718520 | 2017 HD35                | 6 ottobre 2008    | Mount Lemmon Survey       |
| 718521 | 2017 HV36                | 14 luglio 2013    | Pan-STARRS                |
| 718522 | 2017 HZ39                | 10 settembre 2007 | Spacewatch                |
| 718523 | 2017 HC40                | 18 aprile 2007    | Mount Lemmon Survey       |
| 718524 | 2017 HY41                | 9 febbraio 2016   | Mount Lemmon Survey       |
| 718525 | 2017 HT43                | 30 marzo 2000     | Spacewatch                |
| 718526 | 2017 HO48                | 8 marzo 2005      | Mount Lemmon Survey       |
| 718527 | 2017 HR48                | 21 maggio 2012    | Mount Lemmon Survey       |
| 718528 | 2017 HU48                | 17 gennaio 2016   | Pan-STARRS                |
| 718529 | 2017 HN50                | 19 settembre 1998 | SDSS Collaboration        |
| 718530 | 2017 HT57                | 10 dicembre 2014  | Mount Lemmon Survey       |
| 718531 | 2017 HP59                | 15 settembre 2013 | Mount Lemmon Survey       |
| 718532 | 2017 HK62                | 1 settembre 2013  | Pan-STARRS                |
| 718533 | 2017 HE68                | 25 aprile 2017    | Pan-STARRS                |
| 718534 | 2017 HX68                | 26 aprile 2017    | Pan-STARRS                |
| 718535 | 2017 HS70                | 26 aprile 2017    | Pan-STARRS                |
| 718536 | 2017 HC71                | 26 aprile 2017    | Pan-STARRS                |
| 718537 | 2017 HK72                | 16 aprile 2017    | M. Altmann, T. Prusti     |
| 718538 | 2017 HK73                | 27 aprile 2017    | Pan-STARRS                |
| 718539 | 2017 HW80                | 16 aprile 2017    | Pan-STARRS                |
| 718540 | 2017 HF82                | 15 marzo 2007     | Spacewatch                |
| 718541 | 2017 HG82                | 20 aprile 2017    | Pan-STARRS                |
| 718542 | 2017 HJ82                | 20 aprile 2017    | Pan-STARRS                |
| 718543 | 2017 HK95                | 20 aprile 2017    | Pan-STARRS                |
| 718544 | 2017 HP95                | 17 settembre 2006 | Spacewatch                |
| 718545 | 2017 JE                  | 2 aprile 2011     | Mount Lemmon Survey       |
| 718546 | 2017 JH                  | 14 settembre 2013 | Pan-STARRS                |
| 718547 | 2017 JQ3                 | 19 gennaio 2005   | Spacewatch                |
| 718548 | 2017 JL5                 | 8 gennaio 2016    | Pan-STARRS                |
| 718549 | 2017 JR5                 | 16 gennaio 2005   | Osservatorio di Mauna Kea |
| 718550 | 2017 JS5                 | 3 gennaio 2016    | Pan-STARRS                |
| 718551 | 2017 JO7                 | 1 maggio 2017     | Mount Lemmon Survey       |
| 718552 | 2017 JE13                | 4 gennaio 2016    | Pan-STARRS                |
| 718553 | 2017 KQ                  | 27 ottobre 2008   | Spacewatch                |
| 718554 | 2017 KE2                 | 19 marzo 2007     | Mount Lemmon Survey       |
| 718555 | 2017 KR3                 | 30 giugno 1998    | Spacewatch                |
| 718556 | 2017 KS5                 | 22 gennaio 2013   | Mount Lemmon Survey       |
| 718557 | 2017 KO6                 | 29 settembre 2005 | Spacewatch                |
| 718558 | 2017 KE7                 | 3 aprile 2011     | Pan-STARRS                |
| 718559 | 2017 KH7                 | 22 ottobre 2003   | Spacewatch                |
| 718560 | 2017 KG8                 | 17 giugno 2007    | SSS                       |
| 718561 | 2017 KT8                 | 25 aprile 2017    | Pan-STARRS                |
| 718562 | 2017 KE9                 | 6 maggio 2000     | Spacewatch                |
| 718563 | 2017 KL9                 | 27 aprile 2017    | Pan-STARRS                |
| 718564 | 2017 KQ9                 | 2 maggio 2006     | Spacewatch                |
| 718565 | 2017 KT10                | 8 gennaio 2011    | Mount Lemmon Survey       |
| 718566 | 2017 KE11                | 5 febbraio 2016   | Pan-STARRS                |
| 718567 | 2017 KR11                | 24 aprile 2006    | Spacewatch                |
| 718568 | 2017 KZ11                | 14 settembre 2013 | Pan-STARRS                |
| 718569 | 2017 KT16                | 7 marzo 2016      | Pan-STARRS                |
| 718570 | 2017 KV16                | 12 febbraio 2016  | Spacewatch                |
| 718571 | 2017 KH19                | 16 luglio 2013    | Pan-STARRS                |
| 718572 | 2017 KW19                | 20 novembre 2008  | Spacewatch                |
| 718573 | 2017 KD20                | 28 ottobre 2014   | Mount Lemmon Survey       |
| 718574 | 2017 KP22                | 19 maggio 2017    | Pan-STARRS                |
| 718575 | 2017 KB23                | 6 marzo 2016      | Pan-STARRS                |
| 718576 | 2017 KM30                | 4 maggio 2017     | Pan-STARRS                |
| 718577 | 2017 KN32                | 21 novembre 2009  | Mount Lemmon Survey       |
| 718578 | 2017 KD33                | 25 febbraio 2011  | Spacewatch                |
| 718579 | 2017 KS35                | 5 maggio 2011     | R. Holmes                 |
| 718580 | 2017 KD45                | 27 maggio 2017    | ESA OGS                   |
| 718581 | 2017 MB15                | 29 giugno 2017    | Mount Lemmon Survey       |
| 718582 | 2017 MD15                | 24 giugno 2017    | Pan-STARRS                |
| 718583 | 2017 MJ16                | 25 giugno 2017    | Pan-STARRS                |
| 718584 | 2017 MB17                | 24 giugno 2017    | Pan-STARRS                |
| 718585 | 2017 MF18                | 19 giugno 2017    | Mount Lemmon Survey       |
| 718586 | 2017 MR24                | 24 giugno 2017    | Pan-STARRS                |
| 718587 | 2017 NH4                 | 30 agosto 2000    | Spacewatch                |
| 718588 | 2017 NO4                 | 2 settembre 2010  | Mount Lemmon Survey       |
| 718589 | 2017 NG6                 | 21 maggio 2017    | Pan-STARRS                |
| 718590 | 2017 NG15                | 1 luglio 2017     | Mount Lemmon Survey       |
| 718591 | 2017 NH15                | 15 luglio 2017    | Pan-STARRS                |
| 718592 | 2017 NS16                | 24 giugno 2017    | Pan-STARRS                |
| 718593 | 2017 NS17                | 2 aprile 2016     | Pan-STARRS                |
| 718594 | 2017 OG                  | 23 settembre 2003 | NEAT                      |
| 718595 | 2017 OG2                 | 3 ottobre 2010    | CSS                       |
| 718596 | 2017 OC5                 | 30 agosto 2014    | Pan-STARRS                |
| 718597 | 2017 OO5                 | 16 gennaio 2009   | Spacewatch                |
| 718598 | 2017 OP6                 | 26 marzo 2009     | Spacewatch                |
| 718599 | 2017 OG8                 | 14 luglio 2013    | Pan-STARRS                |
| 718600 | 2017 OO8                 | 10 ottobre 2012   | Mount Lemmon Survey       |

## 718601–718700
| Nome   | Designazione provvisoria | Data di scoperta  | Scopritore                   |
| ------ | ------------------------ | ----------------- | ---------------------------- |
| 718601 | 2017 OF9                 | 20 giugno 2010    | Mount Lemmon Survey          |
| 718602 | 2017 OV13                | 20 giugno 2010    | Mount Lemmon Survey          |
| 718603 | 2017 OL20                | 31 agosto 2014    | Pan-STARRS                   |
| 718604 | 2017 OZ20                | 21 giugno 2017    | Pan-STARRS                   |
| 718605 | 2017 OT27                | 3 giugno 2010     | M. Schwartz, P. R. Holvorcem |
| 718606 | 2017 OW32                | 7 novembre 2007   | Mount Lemmon Survey          |
| 718607 | 2017 OO34                | 3 novembre 2000   | LINEAR                       |
| 718608 | 2017 OX39                | 11 dicembre 2014  | Mount Lemmon Survey          |
| 718609 | 2017 OF41                | 2 settembre 2007  | CSS                          |
| 718610 | 2017 OE45                | 27 luglio 2017    | Pan-STARRS                   |
| 718611 | 2017 OU45                | 16 giugno 2012    | M. Schwartz, P. R. Holvorcem |
| 718612 | 2017 OS50                | 13 febbraio 2012  | Pan-STARRS                   |
| 718613 | 2017 OC53                | 25 agosto 2014    | Pan-STARRS                   |
| 718614 | 2017 OO53                | 28 marzo 2016     | CTIO-DECam                   |
| 718615 | 2017 OF54                | 17 maggio 2013    | Mount Lemmon Survey          |
| 718616 | 2017 OD57                | 17 febbraio 2010  | Spacewatch                   |
| 718617 | 2017 OP57                | 26 settembre 2003 | SDSS Collaboration           |
| 718618 | 2017 OY61                | 15 settembre 2010 | Spacewatch                   |
| 718619 | 2017 OD65                | 24 ottobre 2011   | Pan-STARRS                   |
| 718620 | 2017 OJ89                | 14 gennaio 2015   | Pan-STARRS                   |
| 718621 | 2017 OO90                | 30 luglio 2017    | Pan-STARRS                   |
| 718622 | 2017 OY90                | 24 luglio 2017    | Pan-STARRS                   |
| 718623 | 2017 OH91                | 30 luglio 2017    | Pan-STARRS                   |
| 718624 | 2017 OR95                | 24 luglio 2017    | Pan-STARRS                   |
| 718625 | 2017 OT95                | 25 luglio 2017    | Pan-STARRS                   |
| 718626 | 2017 OY99                | 25 luglio 2017    | Pan-STARRS                   |
| 718627 | 2017 OT100               | 27 luglio 2017    | Pan-STARRS                   |
| 718628 | 2017 OX101               | 22 luglio 2017    | ESA OGS                      |
| 718629 | 2017 OZ105               | 21 luglio 2017    | PMO NEO                      |
| 718630 | 2017 OZ117               | 12 settembre 2004 | Spacewatch                   |
| 718631 | 2017 OU118               | 9 maggio 2016     | Mount Lemmon Survey          |
| 718632 | 2017 OV118               | 27 luglio 2017    | Pan-STARRS                   |
| 718633 | 2017 ON131               | 30 aprile 2016    | Pan-STARRS                   |
| 718634 | 2017 OS140               | 26 luglio 2017    | Pan-STARRS                   |
| 718635 | 2017 OE162               | 26 luglio 2017    | Pan-STARRS                   |
| 718636 | 2017 ON167               | 25 luglio 2017    | Pan-STARRS                   |
| 718637 | 2017 PR1                 | 2 ottobre 2013    | Mount Lemmon Survey          |
| 718638 | 2017 PQ3                 | 19 gennaio 2015   | Mount Lemmon Survey          |
| 718639 | 2017 PK9                 | 8 aprile 2006     | Spacewatch                   |
| 718640 | 2017 PE13                | 8 maggio 2013     | Pan-STARRS                   |
| 718641 | 2017 PH14                | 6 dicembre 2013   | Pan-STARRS                   |
| 718642 | 2017 PP16                | 13 settembre 2007 | Mount Lemmon Survey          |
| 718643 | 2017 PB18                | 17 gennaio 2015   | Pan-STARRS                   |
| 718644 | 2017 PM22                | 8 agosto 2013     | Pan-STARRS                   |
| 718645 | 2017 PP23                | 10 gennaio 2003   | LINEAR                       |
| 718646 | 2017 PQ28                | 28 febbraio 2008  | Mount Lemmon Survey          |
| 718647 | 2017 PX32                | 9 novembre 2013   | Pan-STARRS                   |
| 718648 | 2017 PF35                | 5 settembre 2008  | Spacewatch                   |
| 718649 | 2017 PB36                | 9 novembre 2013   | Mount Lemmon Survey          |
| 718650 | 2017 PD39                | 8 luglio 2010     | Spacewatch                   |
| 718651 | 2017 PY40                | 24 luglio 2017    | Pan-STARRS                   |
| 718652 | 2017 PP46                | 1 settembre 2013  | K. Sárneczky                 |
| 718653 | 2017 PO53                | 4 agosto 2017     | Pan-STARRS                   |
| 718654 | 2017 PU55                | 3 agosto 2017     | Pan-STARRS                   |
| 718655 | 2017 PW57                | 3 agosto 2017     | Pan-STARRS                   |
| 718656 | 2017 PY57                | 15 agosto 2017    | Pan-STARRS                   |
| 718657 | 2017 PA62                | 20 gennaio 2015   | Pan-STARRS                   |
| 718658 | 2017 PT70                | 1 agosto 2017     | Pan-STARRS                   |
| 718659 | 2017 QD4                 | 20 dicembre 2014  | Spacewatch                   |
| 718660 | 2017 QE5                 | 22 novembre 2014  | Mount Lemmon Survey          |
| 718661 | 2017 QW5                 | 20 gennaio 2012   | Mount Lemmon Survey          |
| 718662 | 2017 QJ6                 | 21 aprile 2009    | Mount Lemmon Survey          |
| 718663 | 2017 QF7                 | 28 settembre 2003 | Spacewatch                   |
| 718664 | 2017 QQ7                 | 11 settembre 2007 | Spacewatch                   |
| 718665 | 2017 QD8                 | 25 settembre 2014 | Mount Lemmon Survey          |
| 718666 | 2017 QN8                 | 13 agosto 2010    | Spacewatch                   |
| 718667 | 2017 QA19                | 17 marzo 2009     | Spacewatch                   |
| 718668 | 2017 QF24                | 22 settembre 2003 | LONEOS                       |
| 718669 | 2017 QX24                | 23 agosto 2001    | LONEOS                       |
| 718670 | 2017 QA29                | 18 settembre 2006 | Spacewatch                   |
| 718671 | 2017 QC29                | 22 dicembre 2008  | Mount Lemmon Survey          |
| 718672 | 2017 QN30                | 17 ottobre 2010   | Mount Lemmon Survey          |
| 718673 | 2017 QC41                | 21 novembre 2014  | Pan-STARRS                   |
| 718674 | 2017 QO48                | 5 luglio 2017     | Pan-STARRS                   |
| 718675 | 2017 QG53                | 19 novembre 2000  | LINEAR                       |
| 718676 | 2017 QK53                | 20 gennaio 2009   | Spacewatch                   |
| 718677 | 2017 QG54                | 18 novembre 2014  | Mount Lemmon Survey          |
| 718678 | 2017 QU55                | 22 aprile 2013    | Pan-STARRS                   |
| 718679 | 2017 QP57                | 15 gennaio 2005   | Spacewatch                   |
| 718680 | 2017 QS58                | 10 novembre 2010  | Mount Lemmon Survey          |
| 718681 | 2017 QY62                | 18 settembre 2003 | Spacewatch                   |
| 718682 | 2017 QJ64                | 18 giugno 2010    | Mount Lemmon Survey          |
| 718683 | 2017 QL65                | 10 ottobre 2012   | Mount Lemmon Survey          |
| 718684 | 2017 QD66                | 10 agosto 2010    | PMO NEO                      |
| 718685 | 2017 QH91                | 16 agosto 2017    | Pan-STARRS                   |
| 718686 | 2017 QY91                | 24 agosto 2017    | Pan-STARRS                   |
| 718687 | 2017 QE95                | 18 agosto 2017    | Pan-STARRS                   |
| 718688 | 2017 QH95                | 31 agosto 2017    | Pan-STARRS                   |
| 718689 | 2017 QD99                | 14 settembre 2013 | Mount Lemmon Survey          |
| 718690 | 2017 QU101               | 18 agosto 2017    | Pan-STARRS                   |
| 718691 | 2017 QO113               | 16 agosto 2017    | Pan-STARRS                   |
| 718692 | 2017 QK114               | 1 maggio 2016     | CTIO-DECam                   |
| 718693 | 2017 QE124               | 30 agosto 2017    | Mount Lemmon Survey          |
| 718694 | 2017 QU135               | 24 agosto 2017    | Pan-STARRS                   |
| 718695 | 2017 QU145               | 18 agosto 2017    | Pan-STARRS                   |
| 718696 | 2017 QT149               | 16 agosto 2017    | Pan-STARRS                   |
| 718697 | 2017 RR5                 | 16 settembre 2003 | Spacewatch                   |
| 718698 | 2017 RG6                 | 10 giugno 2017    | Pan-STARRS                   |
| 718699 | 2017 RW6                 | 2 novembre 2010   | Mount Lemmon Survey          |
| 718700 | 2017 RG9                 | 5 ottobre 2004    | Spacewatch                   |

## 718701–718800
| Nome   | Designazione provvisoria | Data di scoperta  | Scopritore                          |
| ------ | ------------------------ | ----------------- | ----------------------------------- |
| 718701 | 2017 RL9                 | 21 febbraio 2009  | Mount Lemmon Survey                 |
| 718702 | 2017 RP10                | 4 ottobre 2007    | Mount Lemmon Survey                 |
| 718703 | 2017 RE23                | 6 ottobre 1999    | LINEAR                              |
| 718704 | 2017 RM29                | 3 agosto 2017     | Pan-STARRS                          |
| 718705 | 2017 RX31                | 19 febbraio 2009  | Spacewatch                          |
| 718706 | 2017 RB33                | 18 aprile 2015    | Mount Lemmon Survey                 |
| 718707 | 2017 RX36                | 25 gennaio 2015   | Pan-STARRS                          |
| 718708 | 2017 RZ36                | 29 settembre 2010 | Spacewatch                          |
| 718709 | 2017 RC38                | 14 agosto 2013    | Pan-STARRS                          |
| 718710 | 2017 RG42                | 4 agosto 2013     | Pan-STARRS                          |
| 718711 | 2017 RB47                | 30 settembre 2006 | Spacewatch                          |
| 718712 | 2017 RC49                | 14 settembre 2017 | Pan-STARRS                          |
| 718713 | 2017 RY50                | 20 novembre 2014  | Mount Lemmon Survey                 |
| 718714 | 2017 RT51                | 14 settembre 2017 | Pan-STARRS                          |
| 718715 | 2017 RM52                | 21 febbraio 2009  | Spacewatch                          |
| 718716 | 2017 RF53                | 16 febbraio 2015  | Pan-STARRS                          |
| 718717 | 2017 RG55                | 2 novembre 2013   | Mount Lemmon Survey                 |
| 718718 | 2017 RF59                | 18 settembre 2003 | NEAT                                |
| 718719 | 2017 RV61                | 20 marzo 2010     | Spacewatch                          |
| 718720 | 2017 RY68                | 17 settembre 2003 | Spacewatch                          |
| 718721 | 2017 RR70                | 14 ottobre 2009   | Mount Lemmon Survey                 |
| 718722 | 2017 RC83                | 27 febbraio 2015  | Pan-STARRS                          |
| 718723 | 2017 RR84                | 10 marzo 2016     | Pan-STARRS                          |
| 718724 | 2017 RQ87                | 1 agosto 2009     | Spacewatch                          |
| 718725 | 2017 RT89                | 31 agosto 2017    | Pan-STARRS                          |
| 718726 | 2017 RJ92                | 1 aprile 2016     | Pan-STARRS                          |
| 718727 | 2017 RT98                | 15 settembre 2017 | Pan-STARRS                          |
| 718728 | 2017 RH120               | 28 marzo 2016     | CTIO-DECam                          |
| 718729 | 2017 RP120               | 14 settembre 2017 | Pan-STARRS                          |
| 718730 | 2017 RT121               | 24 novembre 2003  | Kitt Peak Obs.                      |
| 718731 | 2017 RA124               | 15 settembre 2017 | Pan-STARRS                          |
| 718732 | 2017 RJ124               | 13 settembre 2017 | Spacewatch                          |
| 718733 | 2017 RP135               | 7 settembre 2008  | Mount Lemmon Survey                 |
| 718734 | 2017 RC139               | 12 settembre 2017 | Pan-STARRS                          |
| 718735 | 2017 RE141               | 1 settembre 2017  | Pan-STARRS                          |
| 718736 | 2017 RO155               | 14 settembre 2017 | Pan-STARRS                          |
| 718737 | 2017 SL1                 | 13 marzo 2015     | Mount Lemmon Survey                 |
| 718738 | 2017 SA9                 | 11 febbraio 2004  | Spacewatch                          |
| 718739 | 2017 SF18                | 24 marzo 2009     | Mount Lemmon Survey                 |
| 718740 | 2017 SY18                | 21 ottobre 2006   | Mount Lemmon Survey                 |
| 718741 | 2017 SV23                | 31 dicembre 2007  | Spacewatch                          |
| 718742 | 2017 SB26                | 2 luglio 2013     | Pan-STARRS                          |
| 718743 | 2017 SN26                | 2 ottobre 2013    | Pan-STARRS                          |
| 718744 | 2017 SJ27                | 15 settembre 2017 | Pan-STARRS                          |
| 718745 | 2017 SG28                | 3 marzo 2009      | Spacewatch                          |
| 718746 | 2017 SZ28                | 12 settembre 2013 | CSS                                 |
| 718747 | 2017 SN36                | 31 ottobre 2008   | CSS                                 |
| 718748 | 2017 SA49                | 16 agosto 2017    | Pan-STARRS                          |
| 718749 | 2017 SC49                | 11 aprile 2015    | Mount Lemmon Survey                 |
| 718750 | 2017 SL51                | 22 gennaio 2015   | Pan-STARRS                          |
| 718751 | 2017 SC52                | 28 agosto 2006    | Spacewatch                          |
| 718752 | 2017 SJ52                | 18 ottobre 2012   | Pan-STARRS                          |
| 718753 | 2017 SZ53                | 16 febbraio 2015  | Pan-STARRS                          |
| 718754 | 2017 SL56                | 3 ottobre 2006    | Mount Lemmon Survey                 |
| 718755 | 2017 SW61                | 22 agosto 2017    | Pan-STARRS                          |
| 718756 | 2017 SC62                | 28 febbraio 2016  | Mount Lemmon Survey                 |
| 718757 | 2017 SU62                | 6 ottobre 2008    | Mount Lemmon Survey                 |
| 718758 | 2017 SP63                | 17 agosto 2017    | Pan-STARRS                          |
| 718759 | 2017 SF67                | 18 settembre 2006 | Spacewatch                          |
| 718760 | 2017 SL67                | 19 marzo 2009     | Mount Lemmon Survey                 |
| 718761 | 2017 SF69                | 29 settembre 2010 | Mount Lemmon Survey                 |
| 718762 | 2017 SE70                | 2 maggio 2016     | Pan-STARRS                          |
| 718763 | 2017 SY70                | 24 gennaio 2015   | Pan-STARRS                          |
| 718764 | 2017 SO71                | 14 luglio 2013    | Pan-STARRS                          |
| 718765 | 2017 SR72                | 24 settembre 2006 | Spacewatch                          |
| 718766 | 2017 SU72                | 10 settembre 2007 | Mount Lemmon Survey                 |
| 718767 | 2017 SR75                | 18 gennaio 2016   | Pan-STARRS                          |
| 718768 | 2017 SB79                | 5 luglio 2016     | Pan-STARRS                          |
| 718769 | 2017 SQ80                | 29 novembre 2000  | Spacewatch                          |
| 718770 | 2017 SJ81                | 13 settembre 2002 | NEAT                                |
| 718771 | 2017 SD84                | 13 agosto 2005    | J. W. Young                         |
| 718772 | 2017 SN86                | 14 settembre 2006 | CSS                                 |
| 718773 | 2017 SA87                | 16 marzo 2013     | Mount Lemmon Survey                 |
| 718774 | 2017 SE89                | 18 dicembre 2004  | Mount Lemmon Survey                 |
| 718775 | 2017 SF89                | 28 ottobre 2006   | Mount Lemmon Survey                 |
| 718776 | 2017 SH97                | 4 gennaio 2012    | Mount Lemmon Survey                 |
| 718777 | 2017 SR97                | 3 aprile 2016     | Pan-STARRS                          |
| 718778 | 2017 SY97                | 28 febbraio 2014  | Pan-STARRS                          |
| 718779 | 2017 SF100               | 10 aprile 2015    | Spacewatch                          |
| 718780 | 2017 SH100               | 30 luglio 2017    | Pan-STARRS                          |
| 718781 | 2017 SU100               | 15 ottobre 2012   | Pan-STARRS                          |
| 718782 | 2017 SB106               | 8 febbraio 2002   | Spacewatch                          |
| 718783 | 2017 SD109               | 5 novembre 2007   | Mount Lemmon Survey                 |
| 718784 | 2017 SD113               | 17 settembre 1995 | Spacewatch                          |
| 718785 | 2017 SR115               | 12 agosto 2012    | Pan-STARRS                          |
| 718786 | 2017 SE118               | 2 gennaio 2012    | Mount Lemmon Survey                 |
| 718787 | 2017 SA121               | 28 febbraio 2008  | Mount Lemmon Survey                 |
| 718788 | 2017 SN121               | 11 agosto 2010    | Osservatorio astronomico di Maiorca |
| 718789 | 2017 SD126               | 4 luglio 2013     | Pan-STARRS                          |
| 718790 | 2017 SX130               | 9 ottobre 2010    | CSS                                 |
| 718791 | 2017 SS131               | 17 novembre 2014  | Pan-STARRS                          |
| 718792 | 2017 SV131               | 11 ottobre 2010   | Mount Lemmon Survey                 |
| 718793 | 2017 SD132               | 10 agosto 2010    | Spacewatch                          |
| 718794 | 2017 SO198               | 24 settembre 2017 | Mount Lemmon Survey                 |
| 718795 | 2017 SA199               | 19 settembre 2017 | Pan-STARRS                          |
| 718796 | 2017 SK199               | 17 settembre 2017 | Pan-STARRS                          |
| 718797 | 2017 SY203               | 17 settembre 2017 | Pan-STARRS                          |
| 718798 | 2017 SP209               | 18 settembre 2017 | Pan-STARRS                          |
| 718799 | 2017 SY210               | 24 settembre 2017 | Pan-STARRS                          |
| 718800 | 2017 SD218               | 24 settembre 2017 | Pan-STARRS                          |

## 718801–718900
| Nome   | Designazione provvisoria | Data di scoperta  | Scopritore                |
| ------ | ------------------------ | ----------------- | ------------------------- |
| 718801 | 2017 SH218               | 16 febbraio 2015  | Pan-STARRS                |
| 718802 | 2017 SJ218               | 25 settembre 2017 | Pan-STARRS                |
| 718803 | 2017 SX218               | 18 aprile 2015    | CTIO-DECam                |
| 718804 | 2017 SM219               | 19 settembre 2017 | Pan-STARRS                |
| 718805 | 2017 ST224               | 22 settembre 2017 | Pan-STARRS                |
| 718806 | 2017 SG226               | 19 settembre 2017 | Pan-STARRS                |
| 718807 | 2017 SK250               | 24 settembre 2017 | Pan-STARRS                |
| 718808 | 2017 SN278               | 1 novembre 2005   | Mount Lemmon Survey       |
| 718809 | 2017 SH301               | 9 ottobre 2012    | Pan-STARRS                |
| 718810 | 2017 SX308               | 17 settembre 2017 | Pan-STARRS                |
| 718811 | 2017 SJ338               | 22 settembre 2017 | Pan-STARRS                |
| 718812 | 2017 SN341               | 22 settembre 2017 | Pan-STARRS                |
| 718813 | 2017 SW341               | 19 settembre 2017 | Pan-STARRS                |
| 718814 | 2017 SA350               | 19 settembre 2017 | Pan-STARRS                |
| 718815 | 2017 TU8                 | 2 ottobre 2003    | Spacewatch                |
| 718816 | 2017 TD10                | 11 dicembre 2013  | Pan-STARRS                |
| 718817 | 2017 TC12                | 3 ottobre 2013    | Mount Lemmon Survey       |
| 718818 | 2017 TO25                | 19 aprile 2015    | CTIO-DECam                |
| 718819 | 2017 TF26                | 15 ottobre 2017   | Mount Lemmon Survey       |
| 718820 | 2017 TB27                | 18 aprile 2015    | CTIO-DECam                |
| 718821 | 2017 TC37                | 14 ottobre 2017   | Mount Lemmon Survey       |
| 718822 | 2017 TU37                | 15 ottobre 2017   | Mount Lemmon Survey       |
| 718823 | 2017 TP43                | 15 ottobre 2017   | Mount Lemmon Survey       |
| 718824 | 2017 TK44                | 15 ottobre 2017   | Mount Lemmon Survey       |
| 718825 | 2017 TH45                | 14 ottobre 2017   | Mount Lemmon Survey       |
| 718826 | 2017 UW                  | 19 giugno 2017    | Mount Lemmon Survey       |
| 718827 | 2017 UR3                 | 7 febbraio 2008   | Spacewatch                |
| 718828 | 2017 UR8                 | 10 novembre 2010  | Spacewatch                |
| 718829 | 2017 UX12                | 14 settembre 2013 | Mount Lemmon Survey       |
| 718830 | 2017 UP14                | 25 febbraio 2006  | Spacewatch                |
| 718831 | 2017 UY17                | 28 agosto 2006    | Spacewatch                |
| 718832 | 2017 UC19                | 24 maggio 2006    | Mount Lemmon Survey       |
| 718833 | 2017 UH21                | 22 aprile 2009    | Mount Lemmon Survey       |
| 718834 | 2017 UX23                | 19 novembre 2003  | Spacewatch                |
| 718835 | 2017 UG26                | 22 maggio 2015    | CTIO-DECam                |
| 718836 | 2017 UE28                | 9 agosto 2013     | CSS                       |
| 718837 | 2017 UE30                | 5 ottobre 2014    | Mount Lemmon Survey       |
| 718838 | 2017 UW32                | 22 settembre 2003 | Spacewatch                |
| 718839 | 2017 UH35                | 3 dicembre 2005   | Osservatorio di Mauna Kea |
| 718840 | 2017 UW35                | 25 ottobre 2008   | CSS                       |
| 718841 | 2017 UW50                | 30 settembre 2006 | Mount Lemmon Survey       |
| 718842 | 2017 UN59                | 28 ottobre 2017   | Pan-STARRS                |
| 718843 | 2017 UP92                | 10 maggio 2005    | Mount Lemmon Survey       |
| 718844 | 2017 UY92                | 3 agosto 2016     | Pan-STARRS                |
| 718845 | 2017 UJ93                | 27 ottobre 2017   | Pan-STARRS                |
| 718846 | 2017 UX93                | 20 ottobre 2017   | Mount Lemmon Survey       |
| 718847 | 2017 UB94                | 28 agosto 2016    | Mount Lemmon Survey       |
| 718848 | 2017 UJ95                | 28 ottobre 2017   | Pan-STARRS                |
| 718849 | 2017 UZ96                | 16 ottobre 2017   | Mount Lemmon Survey       |
| 718850 | 2017 UP98                | 18 aprile 2015    | CTIO-DECam                |
| 718851 | 2017 UH100               | 8 agosto 2016     | Pan-STARRS                |
| 718852 | 2017 UN101               | 29 ottobre 2017   | Pan-STARRS                |
| 718853 | 2017 UR102               | 30 ottobre 2017   | Pan-STARRS                |
| 718854 | 2017 UP105               | 28 ottobre 2017   | Mount Lemmon Survey       |
| 718855 | 2017 UJ108               | 30 ottobre 2017   | Pan-STARRS                |
| 718856 | 2017 UP108               | 28 ottobre 2017   | Pan-STARRS                |
| 718857 | 2017 UD141               | 19 ottobre 2017   | Pan-STARRS                |
| 718858 | 2017 UP141               | 6 novembre 2012   | Spacewatch                |
| 718859 | 2017 UB143               | 30 ottobre 2017   | Pan-STARRS                |
| 718860 | 2017 UF143               | 22 ottobre 2017   | Mount Lemmon Survey       |
| 718861 | 2017 UP157               | 28 ottobre 2017   | Pan-STARRS                |
| 718862 | 2017 UO162               | 28 ottobre 2017   | CSS                       |
| 718863 | 2017 UL165               | 16 ottobre 2017   | Mount Lemmon Survey       |
| 718864 | 2017 UZ167               | 29 ottobre 2017   | Pan-STARRS                |
| 718865 | 2017 UH181               | 22 marzo 2015     | Pan-STARRS                |
| 718866 | 2017 UJ203               | 12 dicembre 2012  | Mount Lemmon Survey       |
| 718867 | 2017 VM11                | 2 ottobre 2006    | Mount Lemmon Survey       |
| 718868 | 2017 VV15                | 6 agosto 2012     | Pan-STARRS                |
| 718869 | 2017 VJ18                | 13 agosto 2013    | Spacewatch                |
| 718870 | 2017 VN22                | 25 settembre 2012 | Mount Lemmon Survey       |
| 718871 | 2017 VV22                | 9 febbraio 2005   | Mount Lemmon Survey       |
| 718872 | 2017 VS25                | 5 aprile 2014     | Pan-STARRS                |
| 718873 | 2017 VQ31                | 1 giugno 2005     | Mount Lemmon Survey       |
| 718874 | 2017 VK32                | 24 settembre 2017 | Pan-STARRS                |
| 718875 | 2017 VT32                | 15 dicembre 2006  | Spacewatch                |
| 718876 | 2017 VC40                | 13 novembre 2017  | Pan-STARRS                |
| 718877 | 2017 VH41                | 15 novembre 2017  | Mount Lemmon Survey       |
| 718878 | 2017 VE42                | 14 novembre 2017  | Mount Lemmon Survey       |
| 718879 | 2017 VC43                | 10 novembre 2017  | Pan-STARRS                |
| 718880 | 2017 VJ47                | 15 novembre 2017  | Mount Lemmon Survey       |
| 718881 | 2017 VN50                | 10 novembre 2017  | Spacewatch                |
| 718882 | 2017 VO50                | 10 novembre 2017  | Spacewatch                |
| 718883 | 2017 VQ50                | 24 ottobre 2003   | Spacewatch                |
| 718884 | 2017 VL57                | 15 novembre 2017  | ESA OGS                   |
| 718885 | 2017 VV57                | 13 novembre 2017  | Pan-STARRS                |
| 718886 | 2017 VX58                | 29 marzo 2006     | Spacewatch                |
| 718887 | 2017 WV4                 | 24 marzo 2012     | Mount Lemmon Survey       |
| 718888 | 2017 WR9                 | 12 settembre 2013 | CSS                       |
| 718889 | 2017 WL18                | 10 gennaio 2003   | Spacewatch                |
| 718890 | 2017 WY20                | 16 febbraio 2015  | Pan-STARRS                |
| 718891 | 2017 WN21                | 18 settembre 2009 | Mount Lemmon Survey       |
| 718892 | 2017 WS22                | 10 gennaio 2007   | Mount Lemmon Survey       |
| 718893 | 2017 WL24                | 27 novembre 2006  | Mount Lemmon Survey       |
| 718894 | 2017 WB27                | 17 marzo 2015     | Pan-STARRS                |
| 718895 | 2017 WO43                | 22 novembre 2017  | Pan-STARRS                |
| 718896 | 2017 WB45                | 9 luglio 2016     | Pan-STARRS                |
| 718897 | 2017 WF46                | 14 agosto 2012    | Pan-STARRS                |
| 718898 | 2017 WV49                | 16 novembre 2017  | Mount Lemmon Survey       |
| 718899 | 2017 WK51                | 17 novembre 2017  | Pan-STARRS                |
| 718900 | 2017 WO52                | 21 novembre 2017  | Pan-STARRS                |

## 718901–719000
| Nome   | Designazione provvisoria | Data di scoperta  | Scopritore                      |
| ------ | ------------------------ | ----------------- | ------------------------------- |
| 718901 | 2017 WU60                | 14 agosto 2012    | Pan-STARRS                      |
| 718902 | 2017 WA67                | 5 luglio 2016     | Pan-STARRS                      |
| 718903 | 2017 WG68                | 16 novembre 2017  | Mount Lemmon Survey             |
| 718904 | 2017 WR69                | 20 maggio 2015    | CTIO-DECam                      |
| 718905 | 2017 WX86                | 21 novembre 2017  | Pan-STARRS                      |
| 718906 | 2017 WW92                | 21 novembre 2017  | Pan-STARRS                      |
| 718907 | 2017 XY4                 | 30 ottobre 2010   | Mount Lemmon Survey             |
| 718908 | 2017 XD5                 | 3 dicembre 2013   | Mount Lemmon Survey             |
| 718909 | 2017 XG7                 | 10 marzo 2011     | Mount Lemmon Survey             |
| 718910 | 2017 XT7                 | 5 febbraio 2011   | Pan-STARRS                      |
| 718911 | 2017 XX7                 | 25 marzo 2011     | Pan-STARRS                      |
| 718912 | 2017 XQ8                 | 22 settembre 2003 | Spacewatch                      |
| 718913 | 2017 XY12                | 15 novembre 2006  | Spacewatch                      |
| 718914 | 2017 XD15                | 20 ottobre 2017   | Mount Lemmon Survey             |
| 718915 | 2017 XH15                | 20 marzo 2015     | Pan-STARRS                      |
| 718916 | 2017 XG17                | 9 ottobre 2012    | Mount Lemmon Survey             |
| 718917 | 2017 XY19                | 14 novembre 2017  | Mount Lemmon Survey             |
| 718918 | 2017 XT28                | 27 ottobre 2017   | Mount Lemmon Survey             |
| 718919 | 2017 XX30                | 12 novembre 2010  | Mount Lemmon Survey             |
| 718920 | 2017 XP31                | 3 agosto 2016     | Pan-STARRS                      |
| 718921 | 2017 XO33                | 8 agosto 2016     | Pan-STARRS                      |
| 718922 | 2017 XQ35                | 25 aprile 2015    | Pan-STARRS                      |
| 718923 | 2017 XJ37                | 19 novembre 2006  | Spacewatch                      |
| 718924 | 2017 XL38                | 15 settembre 2007 | Spacewatch                      |
| 718925 | 2017 XJ40                | 17 novembre 2009  | Spacewatch                      |
| 718926 | 2017 XL40                | 30 settembre 2005 | Osservatorio di Mauna Kea       |
| 718927 | 2017 XO43                | 4 ottobre 2007    | Spacewatch                      |
| 718928 | 2017 XY45                | 22 gennaio 2015   | Pan-STARRS                      |
| 718929 | 2017 XJ46                | 20 maggio 2015    | CTIO-DECam                      |
| 718930 | 2017 XB49                | 21 febbraio 2007  | Mount Lemmon Survey             |
| 718931 | 2017 XR51                | 6 dicembre 2002   | LINEAR                          |
| 718932 | 2017 XZ51                | 14 settembre 2007 | Mount Lemmon Survey             |
| 718933 | 2017 XD55                | 8 maggio 2011     | Mount Lemmon Survey             |
| 718934 | 2017 XQ59                | 18 dicembre 2009  | Mount Lemmon Survey             |
| 718935 | 2017 XC68                | 13 dicembre 2017  | Pan-STARRS                      |
| 718936 | 2017 XZ69                | 12 dicembre 2017  | Pan-STARRS                      |
| 718937 | 2017 XR71                | 12 dicembre 2017  | Pan-STARRS                      |
| 718938 | 2017 XG72                | 13 dicembre 2017  | Spacewatch                      |
| 718939 | 2017 XE73                | 13 dicembre 2017  | Pan-STARRS                      |
| 718940 | 2017 XU73                | 13 dicembre 2017  | Pan-STARRS                      |
| 718941 | 2017 XF75                | 12 dicembre 2017  | Pan-STARRS                      |
| 718942 | 2017 XK75                | 8 dicembre 2017   | Pan-STARRS                      |
| 718943 | 2017 XA79                | 14 dicembre 2017  | Mount Lemmon Survey             |
| 718944 | 2017 XJ79                | 15 dicembre 2017  | Mount Lemmon Survey             |
| 718945 | 2017 XC85                | 8 dicembre 2017   | Pan-STARRS                      |
| 718946 | 2017 XU89                | 15 dicembre 2006  | Spacewatch                      |
| 718947 | 2017 XN90                | 22 dicembre 2008  | Spacewatch                      |
| 718948 | 2017 XD98                | 10 dicembre 2017  | Pan-STARRS                      |
| 718949 | 2017 YA                  | 11 settembre 2010 | CSS                             |
| 718950 | 2017 YD3                 | 27 aprile 2016    | Pan-STARRS                      |
| 718951 | 2017 YG12                | 11 ottobre 2004   | L. H. Wasserman, J. R. Lovering |
| 718952 | 2017 YK12                | 28 settembre 2006 | Spacewatch                      |
| 718953 | 2017 YB14                | 20 febbraio 2014  | Pan-STARRS                      |
| 718954 | 2017 YM15                | 31 ottobre 2013   | Mount Lemmon Survey             |
| 718955 | 2017 YF25                | 6 settembre 2008  | CSS                             |
| 718956 | 2017 YD27                | 29 dicembre 2017  | Pan-STARRS                      |
| 718957 | 2017 YF28                | 12 settembre 2016 | Pan-STARRS                      |
| 718958 | 2017 YV29                | 14 luglio 2009    | Spacewatch                      |
| 718959 | 2017 YZ31                | 28 dicembre 2017  | Mount Lemmon Survey             |
| 718960 | 2017 YA32                | 23 dicembre 2017  | Pan-STARRS                      |
| 718961 | 2017 YE33                | 29 dicembre 2017  | Pan-STARRS                      |
| 718962 | 2017 YN33                | 10 settembre 2016 | Mount Lemmon Survey             |
| 718963 | 2017 YE35                | 21 dicembre 2017  | Mount Lemmon Survey             |
| 718964 | 2017 YH43                | 24 dicembre 2017  | Pan-STARRS                      |
| 718965 | 2017 YP45                | 23 dicembre 2017  | Pan-STARRS                      |
| 718966 | 2017 YQ46                | 21 agosto 2015    | Pan-STARRS                      |
| 718967 | 2017 YY51                | 28 dicembre 2017  | Mount Lemmon Survey             |
| 718968 | 2017 YQ53                | 6 ottobre 2016    | Pan-STARRS                      |
| 718969 | 2018 AQ                  | 30 agosto 2014    | Pan-STARRS                      |
| 718970 | 2018 AD2                 | 24 dicembre 2017  | Pan-STARRS                      |
| 718971 | 2018 AU6                 | 5 maggio 2008     | Mount Lemmon Survey             |
| 718972 | 2018 AQ7                 | 10 gennaio 2013   | Pan-STARRS                      |
| 718973 | 2018 AX8                 | 13 gennaio 2005   | Spacewatch                      |
| 718974 | 2018 AA10                | 11 aprile 2005    | Mount Lemmon Survey             |
| 718975 | 2018 AG11                | 12 febbraio 2002  | Spacewatch                      |
| 718976 | 2018 AS14                | 9 novembre 2007   | Mount Lemmon Survey             |
| 718977 | 2018 AL15                | 9 marzo 2011      | Spacewatch                      |
| 718978 | 2018 AP15                | 28 novembre 1994  | Spacewatch                      |
| 718979 | 2018 AM16                | 30 gennaio 2009   | Mount Lemmon Survey             |
| 718980 | 2018 AD18                | 2 novembre 2007   | Spacewatch                      |
| 718981 | 2018 AK23                | 14 gennaio 2018   | Mount Lemmon Survey             |
| 718982 | 2018 AF27                | 11 gennaio 2018   | Pan-STARRS                      |
| 718983 | 2018 AB30                | 11 gennaio 2018   | Pan-STARRS                      |
| 718984 | 2018 AU31                | 12 gennaio 2018   | Pan-STARRS                      |
| 718985 | 2018 AW31                | 17 dicembre 2015  | Mount Lemmon Survey             |
| 718986 | 2018 AY31                | 15 gennaio 2018   | Pan-STARRS                      |
| 718987 | 2018 AU32                | 3 agosto 2016     | Pan-STARRS                      |
| 718988 | 2018 AC34                | 30 agosto 2016    | Pan-STARRS                      |
| 718989 | 2018 AS40                | 15 gennaio 2018   | Mount Lemmon Survey             |
| 718990 | 2018 AP44                | 25 luglio 2015    | Pan-STARRS                      |
| 718991 | 2018 AF47                | 13 gennaio 2018   | Pan-STARRS                      |
| 718992 | 2018 AG47                | 11 gennaio 2018   | Pan-STARRS                      |
| 718993 | 2018 AM47                | 15 gennaio 2018   | Pan-STARRS                      |
| 718994 | 2018 AQ48                | 24 aprile 2014    | Pan-STARRS                      |
| 718995 | 2018 AS48                | 12 gennaio 2018   | Pan-STARRS                      |
| 718996 | 2018 AY48                | 15 gennaio 2018   | Pan-STARRS                      |
| 718997 | 2018 AR50                | 9 ottobre 2016    | Mount Lemmon Survey             |
| 718998 | 2018 AG52                | 15 gennaio 2018   | Pan-STARRS                      |
| 718999 | 2018 AR61                | 15 gennaio 2018   | Pan-STARRS                      |
| 719000 | 2018 AG63                | 12 gennaio 2018   | Mount Lemmon Survey             |